# Wanczo Apostolski
Wanczo Apostolski, mac. Ванчо Апостолски (ur. 22 grudnia 1925 w Sztipie, zm. 8 września 2008 w Skopju) – jugosłowiański (macedoński) działacz komunistyczny i dziennikarz, w latach 1985–1986 przewodniczący Prezydencji (prezydent) Socjalistycznej Republiki Macedonii.

## Życiorys
Pochodził z ubogiej rodziny. Ukończył szkołę średnią w Sztipie, później także komunistyczną szkołę polityczną. Podczas II wojny światowej partyzant Narodowej Armii Wyzwolenia Jugosławii. Od 1944 pracował jako dziennikarz m.in. jako macedoński korespondent dziennika „Borba”, został zastępcą redaktora naczelnego „Nowej Makedonii” (1951–1956) i redaktorem naczelnym „Narodnego Glasu” w Sztipie. Od 1973 do 1982 kierował spółką wydającą „Nową Makedoniję”. Opublikował kilka książek poświęconych Macedonii i jej sąsiadom, kierował nadto macedońskim stowarzyszeniem dziennikarskim.
W 1945 wstąpił do Związku Komunistów Jugosławii. Działał w ramach Związku Komunistów Macedonii i wchodził w skład Komitetu Centralnego ZKM, odpowiadając m.in. za propagandę; należał także do jego sekretariatu. Zasiadał w parlamencie Socjalistycznej Republiki Macedonii, od 1969 pełniąc funkcję jego wiceprzewodniczącego. Został członkiem Rady Wykonawczej (rządu) Socjalistycznej Republiki Macedonii. W 1982 wszedł w skład kolegialnej Prezydencji SR Macedonii, kierował nią od 26 kwietnia 1985 do 27 kwietnia 1986 jako formalna głowa państwa.
Odznaczony Medalem Pamiątkowym Partyzantów 1941.